# 남궁옥분
남궁옥분(한국 한자: 南宮玉粉, 1958년 10월 2일 ~ )은 대한민국의 가수이자 기타 연주가이다.

## 학력
- 성동여자실업고등학교 (졸업)
- 성균관대학교 법과대학 법학과 (졸업)
- 국민대학교 대학원 정치학과 (졸업)

## 생애
- 남궁옥분은 1970, 1980년대 대한민국의 포크 송을 널리 대중화시킨 통기타 가수로서 1979년에 음반 《알게 될거야》, 《보고픈내친구》를 발표하면서 데뷔했다.
- 데뷔 초 CBS 《세븐틴》이라는 프로그램에서 DJ를 맡았다.
- 서울특별시 마포구에서 출생하였고 1979년 《알게 될거야》라는 노래 작품이 수록된 솔로 1집 음반을 발표하며 데뷔하였다.
- 대표곡에 《사랑 사랑 누가 말했나》(1981年) 등이 있다.

- 통기타 가수 디바로 널리 잘 알려진 그녀는 현재 국제교육개발NGO온해피 친선대사,경기사회복지공동모금회 홍보대사이고 2009년 대한노인요양병원 홍보대사, 서울의료원 홍보대사, 명지대학교 홍보대사, 을지병원 홍보대사 등을 지내었고 2013년에는 순천만국제정원박람회 홍보대사 등을 지냈다.
- 1981년에 《사랑 사랑 누가 말했나》라는 곡으로 KBS방송가요대상 신인가수상을 수상하면서 대중들에게 주목을 받았다.

- 1982년, 《꿈을 먹는 젊은이》라는 곡으로 MBC 10대 가수상, KBS 가요대상 여자가수상(그해 여자 가수상은 윤시내, 남궁옥분은 10대 가수상 정도?)

그 이듬해인 1983년 《나의사랑 그대곁으로》를 발표했고 KBS가요대상 여자가수상(이 해도 윤시내가 2년 연속 여자 가수상, 남궁옥분은 작년과 비슷한 정도?)을 수상했다.
그리고
CBS《우리들》을 시작으로
1982년 MBC《세월따라노래따라》1983년 MBC《가요하이웨이》 
KBS《6시의 팝송》등의 프로 그램DJ로도 활약했으며
최근까지도
EBS-FM《남궁옥분의 일요음악여행》과 KBS월드라디오《남궁옥분의 음악풍경》의 DJ를 맡았다.
불교방송의 《우리들의 찬불가》MC도 했으며
빙그레 《바나나맛우유》
농심 《건면》
보령제약 《용각산》
해태 《부라보콘》등의 CF와
삼성물산 《첼린저 빼빼로네》봉고 해태 《투데이스쿠키》등 수십편의 CM송과 수십편의 만화영화주제가
수편의 영화주제가를 불렀다.

## 음반
- 2015년 광복70주년 기념음반《봉선화(일본군위안부를위한노래)아리랑,금강산》
- 2001년 《가난한 마음/ 그대 그리고 나》
- 1995년 《연민/ 그리워 부르는 노래》
- 1989년 《남은 날을 위하여/ 아무런 말도 하지 말아요》
- 1988년 《너는 떠나고/ 남 몰래 흘리는 눈물》
- 1985년 《재회/ 꽃을 주고간 사랑》
- 1984년 《설악산/ 눈부시게 맑은 날》
- 1983년 《저 별만의 사랑/ 나의 사랑 그대 곁으로》
- 1982년 《꿈을 먹는 젊은이/ 호박꽃》
- 1981년 《사랑 사랑 누가 말했나/ 에헤라 친구야》
- 1980년 《넘치는 님의 사랑/ 별 이야기》
- 1979년 《꽃분이/ 잠 못 이루는 이밤을》
- 1978년 《알게 될거야/ 보고픈 내 친구》

## 출연작

### TV
- 1995년 BTN 《우리들의 찬불가》 MC
- 1998년/2019년 KBS 《TV는 사랑을 싣고》 게스트

### 라디오 DJ
- EBS-FM 일요음악여행 남궁옥분의 가요
- KBS World Radio 《남궁옥분의 음악풍경》
- MBC 《남자사는 이야기》
- MBC 《가요하이웨이》
- MBC 《세월따라 노래따라》, KBS 《6시의 팝송》
- BBC 《가요스테레오》
- CBS 《우리들》

### CF
- 농심 《건면》
- 보령제약 《용각산》
- 해태 《부라보콘》, 빙그레 《바나나맛우유》 등

## 수상내역
- 1983년 KBS 방송가요대상 수상
- 1982년 KBS 방송가요대상 수상, MBC 10대 가수상 수상
- 1981년 KBS 방송가요대상 신인가수상 수상